# Vit (vattendrag i Bulgarien)
Vit (bulgariska: Вит) är ett vattendrag i Bulgarien.   Det ligger i regionen Pleven, i den norra delen av landet, 160 km nordost om huvudstaden Sofia.
Trakten runt Vit består till största delen av jordbruksmark. Runt Vit är det ganska glesbefolkat, med 31 invånare per kvadratkilometer.